# Орчаков, Вячеслав Владимирович
Вячеслав Владимирович Орчаков (13 марта 1938, Москва) — советский хоккеист, нападающий, мастер спорта СССР.

## Биография
Вячеслав Орчаков родился в Москве 13 марта 1938 года. Его отец был лётчиком транспортной авиации, а мать работала токарем на заводе. Начал играть в хоккей в 1953 году в детско-юношеской спортивной школе команды «Динамо» (Москва).
В 1956—1968 годах Орчаков выступал за команду мастеров «Динамо» (Москва), забросив 114 шайб в 355 матчах чемпионата СССР (по другим данным, 118 заброшенных шайб в 357 матчах). За это время в составе своей команды он пять раз становился серебряным призёром и пять раз — бронзовым призёром чемпионата СССР, два раза (в 1959 и 1963 годах) был включён в список лучших хоккеистов сезона. Его партнёрами по тройке нападения в разные годы были Станислав Петухов, Валентин Чистов, Владимир Юрзинов, Александр Солдатенков и Владимир Киселёв.
В 1968—1971 годах Орчаков играл за команду «Торпедо» (Подольск), выступавшую в одном из зональных турниров. В 1972 году перешёл в созданную за год до этого команду «Спартак» (Ташкент), которая в 1973 году была переименована в «Бинокор», в её составе играл во второй лиге чемпионата СССР.
В составе сборной СССР Орчаков сыграл в двух товарищеских матчах против команды Канады, которые состоялись 28 ноября 1960 года и 14 февраля 1961 года (в этих матчах команда Канады была представлена игроками клубов «Чатам Марунз» и «Трейл Смоук Итерс», соответственно). Также выступал за вторую и молодёжную сборные СССР.
После окончания игровой карьеры Орчаков работал в Центральном институте типового проектирования при Госстрое СССР.

## Достижения
- Серебряный призёр чемпионата СССР — 1959, 1960, 1962, 1963, 1964[1][3].
- Бронзовый призёр чемпионата СССР — 1957, 1958, 1966, 1967, 1968[1][3].
- Финалист Кубка СССР — 1966[3].
- Обладатель Кубка Стеклодувов — 1961[1].
- Обладатель Кубка Альберта Бонакосса — 1966[1].